# Arbedo
Arbedo (in dialetto ticinese Arbed) è una frazione di 2 972 abitanti del comune svizzero di Arbedo-Castione, nel Canton Ticino (distretto di Bellinzona).

## Geografia fisica
La zona è molto soleggiata e si trova su un conoide di deiezione, all'imbocco della valle di Arbedo.

## Storia
Durante i lavori di costruzione della ferrovia del Gottardo furono scoperte delle necropoli dell'età del bronzo; la maggior parte dei reperti si trova presso il Museo nazionale svizzero.
Nel territorio di Arbedo il 30 giugno 1422 si svolse la battaglia di Arbedo tra milanesi e confederati i quali furono costretti ad abbandonare l'assedio di Bellinzona e ripiegare in Valle Leventina; il villaggio fu incendiato.

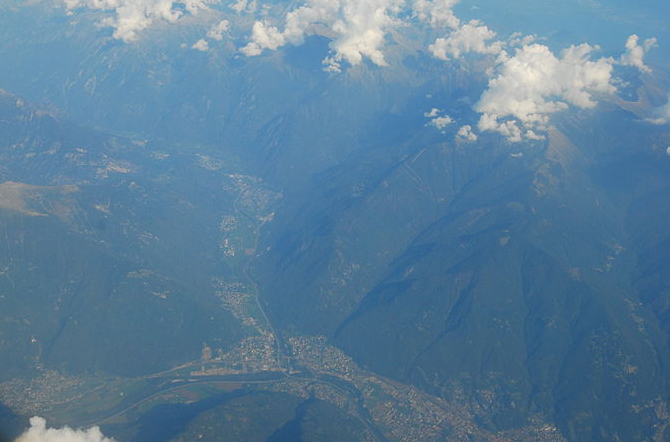
Veduta aerea del comune di Arbedo-Castione

È stato un comune autonomo fino al 1820, quando è stato accorpato alla località di Castione, fino ad allora frazione del comune di Lumino, per formare il nuovo comune di Arbedo-Castione, del quale Arbedo è il capoluogo. L'aggregazione fra Castione e Arbedo avvenne su proposta fatta da due delegati di Castione nel 1810 e ribadita nel 1817, e fu motivata in primo luogo dal desiderio di mitigare in qualche modo la povertà in cui si trovava la regione, sia in seguito alle guerre napoleoniche che causarono indirettamente danni a tutta la regione (le truppe di passaggio gravarono pesantemente sugli scarsi redditi della popolazione), sia a seguito di una carestia che colpì il Canton Ticino alcuni anni dopo.
La fusione provocò varie polemiche fra le poche decine di abitanti di Castione e di Arbedo. L'aggregazione non pose fine alle dispute, anzi: contrastata sin dall'inizio da Lumino, che vi vedeva la perdita di alcuni suoi privilegi, sfociò dal 1840 in una serie di tentativi di secessione di Castione da Arbedo, che si conclusero solo nel 1863 con un accordo fra i tre villaggi.

## Monumenti e luoghi d'interesse
- Chiesa parrocchiale di San Giuseppe;
- Chiesa di Santa Maria Assunta;
- Chiesa di San Paolo detta Chiesa Rossa[5];
- Mulino Erbetta e la roggia dei Mulini[6].